# Riedenberg (Wörnitz)
Riedenberg ist ein Gemeindeteil der Gemeinde Wörnitz im Landkreis Ansbach (Mittelfranken, Bayern). Riedenberg liegt in der Gemarkung Wörnitz.

## Geografie
Die Einöde liegt östlich der Wörnitz am Fuße des Vetschenbergs (529 m ü. NHN), eine Erhebung der Sulzachrandhöhen, die wiederum ein Abschnitt der Frankenhöhe sind. Eine Gemeindeverbindungsstraße führt nach Oberwörnitz (0,5 km südwestlich) bzw. nach Wittum (0,8 km nördlich).

## Geschichte
1406 kaufte die Reichsstadt Rothenburg von den Herren von Hohenlohe Riedenberg mit Gailnau.
1801 gab es im Ort zwei Haushalte, die beide der Reichsstadt Rothenburg untertan waren.
Mit dem Gemeindeedikt (frühes 19. Jahrhundert) wurde Riedenberg dem Steuerdistrikt und der Ruralgemeinde Wörnitz zugewiesen.

### Einwohnerentwicklung
| Jahr      | 001818 | 001840 | 001861 | 001871 | 001885 | 001900 | 001925 | 001950 | 001961 | 001970 | 001987 |
| Einwohner | 7      | 11     | 13     | 11     | 13     | 13     | 14     | 15     | 14     | 12     | 6      |
| Häuser    | 3      | 3      |        |        | 3      | 3      | 3      | 3      | 3      |        | 2      |
| Quelle    | [ 8 ]  | [ 9 ]  | [ 10 ] | [ 11 ] | [ 12 ] | [ 13 ] | [ 14 ] | [ 15 ] | [ 16 ] | [ 17 ] | [ 1 ]  |

## Religion
Der Ort ist seit der Reformation evangelisch-lutherisch geprägt und bis heute nach St. Martin (Wörnitz) gepfarrt. Die Einwohner römisch-katholischer Konfession sind nach Kreuzerhöhung (Schillingsfürst) gepfarrt.